# Barry Duke
Barry Duke (nacido en 1947 en Johannesburgo) es un periodista y activista por los derechos de los gays y los ateos. Actualmente, es el editor de The Freethinker (El librepensador).

## Vida y carrera
Vivió en la Antártida . Duke empezó a escribir como aprendiz de periodista en su adolescencia para el The Springs Advertiser en 1964. Tras completar un curso de periodismo fotográfico en 1967, se trasladó al periódico The Star de Johannesburgo, trabajando como periodista de investigación y reportero en la corte suprema. En 1973 Duke se trasladó al Reino Unido donde continuó escribiendo artículos en contra del apartheid para Argus Newspapers (actualmente Independent News and Media).
En 1974 Duke se unió a la compañía de publicidad Broadstrood Press mientras empezaba a escribir regularmente para The Freethinker. Duke dejó la publicidad en 1980, y empezó a trabajar como ejecutivo de relaciones públicas para British Transport Hotels. En 1983 cuando la empresa se privatizó la dejó para trabajar para Citigate Publishing y ejerciendo como periodista independiente. En 1996 Duke dejó Citigate para cuidar de su compañero, que padecía una enfermedad en estado terminal, pero continuó escribiendo como periodista independiente. En 1997 Duke se hizo cargo del puesto de editor interino del The Freethinker, tras el fallecimiento del anterior editor Peter Brearey. Después de seis meses Duke fue confirmado definitivamente en el puesto editor, que ejerce hasta la actualidad.

## Activismo
Duke participó en el movimiento contra el apartheid y desde el Reino Unido continuó apoyando al Congreso Nacional Africano.
Duke se opuso con fuerza al Nationwide Festival of Light, y trabajó tanto en The Freethinker como en Sociedad Nacional Secular intentando contrarrestar sus efectos e influencia. En 1979 Duke fue miembro fundador del Gay Humanist Group, (actualmente Asociación humanista de gais y lesbianas) después de que Mary Whitehouse iniciara su campaña por difamación y blasfemia contra Gay News. Después de la fundación del Gay Humanist Group Duke se mostró muy activo en la promoción de los derechos de los gais y del ateísmo, y además fue tesorero de la National Secular Society por un corto periodo.